# Bobby Z élete és halála
A Bobby Z élete és halála (eredeti cím: The Death and Life of Bobby Z) 2007-ben bemutatott amerikai/német akciófilm, melyet John Herzfeld rendezett. A főszerepben Paul Walker, Laurence Fishburne, Olivia Wilde és Joaquim de Almeida látható. A film az MPAA-tól R értékelést kapott az erőszak, a drogfogyasztás, a nyelv valamint a kisebb meztelenség miatt. Don Winslow, a regény írója, amelyen a film alapul, elismerte, hogy a képernyőre vitel nem volt sikeres. Az amerikai filmkritikusok véleményét összegző Rotten Tomatoes 43%-ra értékelte 5 vélemény alapján.

## Szereplők
| Színész            | Szerep        | Magyar hang    |
| ------------------ | ------------- | -------------- |
| Paul Walker        | Tim Kearney   | Bozsó Péter    |
| Laurence Fishburne | Tad Gruzsa    | Ujlaki Dénes   |
| Olivia Wilde       | Elizabeth     | Kéri Kitty     |
| Keith Carradine    | Johnson       |                |
| Jason Flemyng      | Brian         | Vári Attila    |
| Joaquim de Almeida | Don Huertero  | Rosta Sándor   |
| J.R. Villarreal    | Kit           | Timon Barnabás |
| Jason Lewis        | Bobby Z       |                |
| Jacob Vargas       | Jorge Escobar | Csőre Gábor    |
| Michael Bowen      | Duke          |                |
| Josh Stewart       | Monk          | Fekete Zoltán  |

## Történet
Don Huertero (Joaquim de Almeida) egy mexikói drogbáró. A lánya öngyilkos lett, mert az ismert kábítószer-kereskedő, Bobby Z összetörte a szívét, ezért Don Huertero bosszút esküdött. Egy fegyházra ítélt egykori tengerészgyalogost, Tim Kearney-t (Paul Walker), azzal bízzák meg, hogy játssza el pár napra Bobby Z szerepét, cserébe lehet szabadlábra helyezik. Csakhogy Tim a korrupt rendőrséggel és a könyörtelen drogbárókkal találja szemben magát.